# 前776年9月6日日食
前776年9月6日日食是一次全食帶起於北極海新地島北方海面，經過阿拉斯加、加拿大太平洋沿海，最終結束於美國懷俄明州境內的全環食。

## 文獻記錄
中國儒家經典《詩經·小雅》記載，「十月之交，朔月辛卯。日有食之，亦孔之丑」，此事發生於西周末年，經後代曆算家推算，為周幽王六年丑正十月辛卯朔，經現代天文計算，在西元前776年9月6日，曾發生一次日全食，然而當日中國各地未能見到該日食。

## 基本參數
- 類型：全環食

- 沙羅周期序號：61
- 日期：前776年9月6日（儒略曆）
- 時間：07時07分03秒 (UTC)
- 地點：北緯66.2°，西經160.1°
- 食分：1.0025
- 太陽高度：28°
- 月球本影路經寬度：18公里
- 全食持續時間：0分10秒

### 注腳
1. ↑  . NASA.   [2009-08-11]. （原始内容存档于2015-04-25） （英语）.
2. ↑  屈萬里《論出車之詩著成的時代》，清華學報1957。

| \| \| 日食 \|                              |                              |                                            |
| 上一次日食： 前776年3月12日日食 （日環食） | 前776年9月6日日食 （全環食） | 下一次日食： 前775年1月31日日食 （日偏食） |
| 上一次全環食： 前784年2月9日日食           | 前776年9月6日日食 （全環食） | 下一次全環食： 前662年7月9日日食           |
|                                            | 日食                         |                                            |